# Aire urbaine de Châlons-en-Champagne
L'aire urbaine de Châlons-en-Champagne est une aire urbaine française centrée sur l'unité urbaine de Châlons-en-Champagne. Composée de 66 communes, elle comptait 81 166 habitants en 2013.

## Caractéristiques en 1999
D'après la définition qu'en donne l'INSEE, l'aire urbaine de Châlons-en-Champagne est composée de 53 communes, situées dans la Marne. Ses 79 280 habitants font d'elle la 99e aire urbaine de France.
5 communes de l'aire urbaine sont des pôles urbains.
Le tableau suivant détaille la répartition de l'aire urbaine sur le département (les pourcentages s'entendent en proportion du département) :
| Département | Communes | Communes (%) | Superficie (km²) | Superficie (%) | Population (1999) | Population (%) |
| ----------- | -------- | ------------ | ---------------- | -------------- | ----------------- | -------------- |
| Marne       | 53       | 8,5          | 862,31           | 10,6           | 79 280            | 14,0           |